# Le Port (Réunion)
Le Port is een gemeente in Réunion en telt 37600 inwoners (2005). De oppervlakte bedraagt 16,62 km², de bevolkingsdichtheid is 2262 inwoners per km².

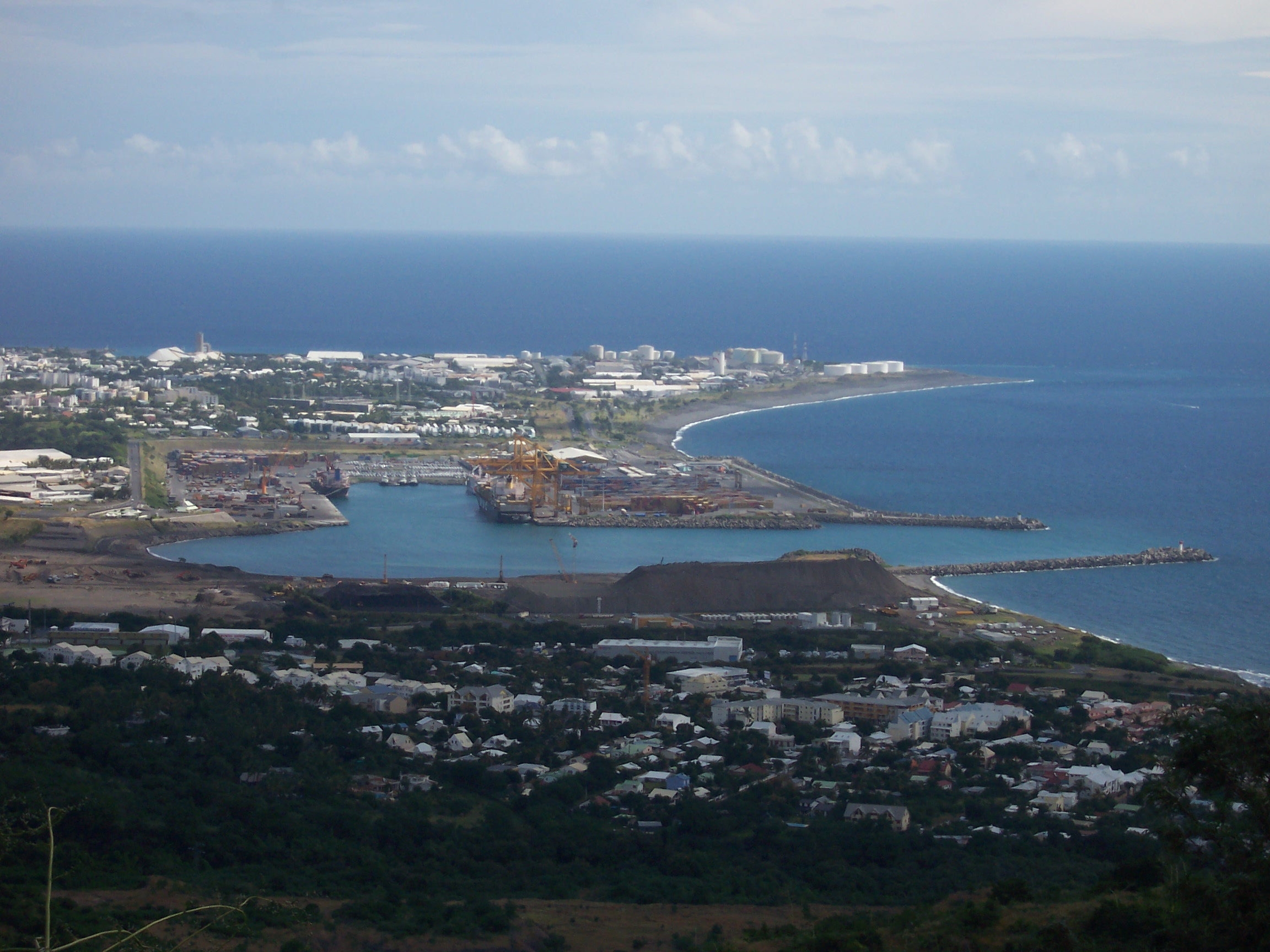
Haven van Le Port
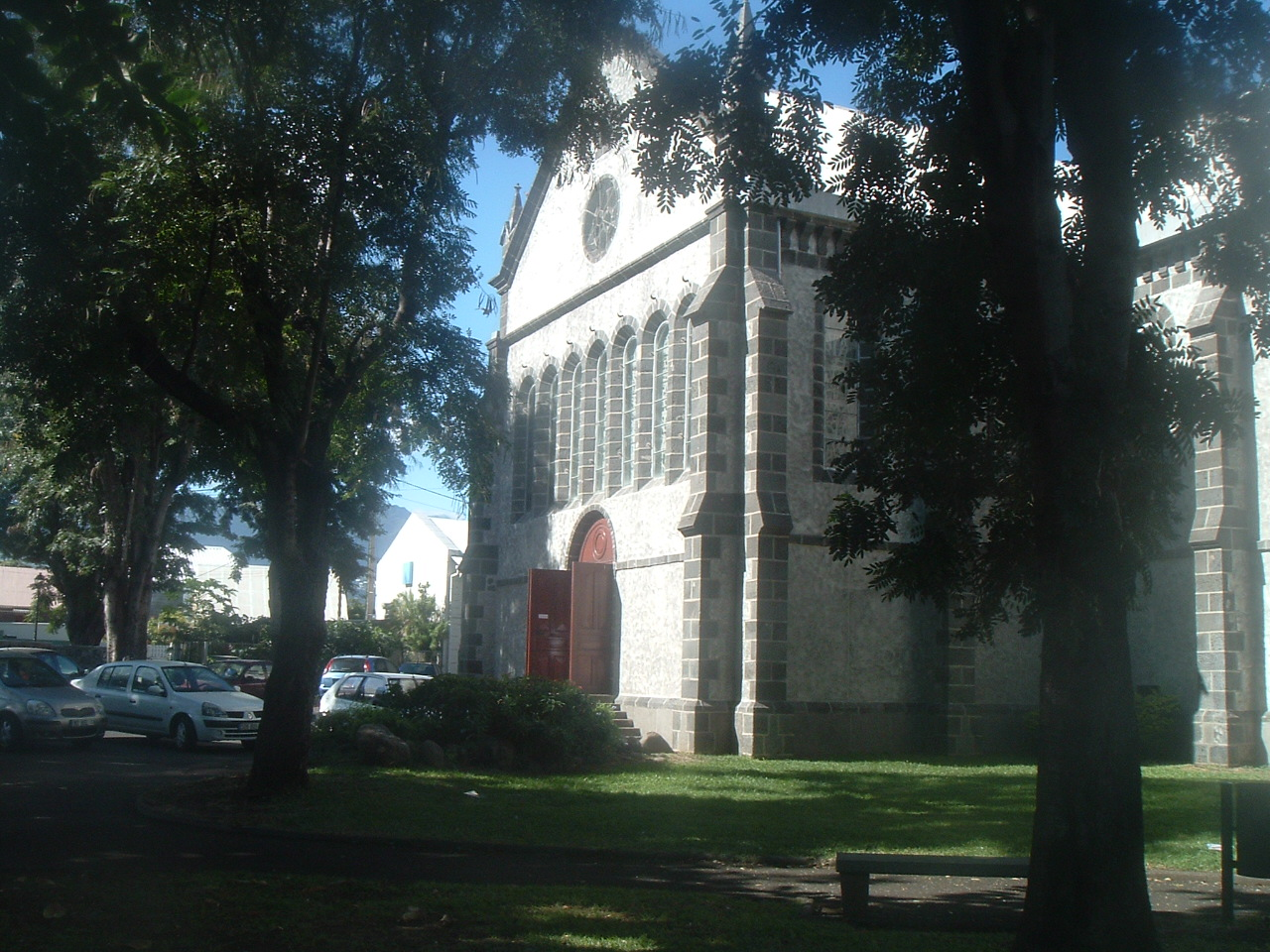
Kerk van Jeane d'Arc in Le Port